# Стоунвол ин
Стоунвол ин (енгл. Stonewall Inn) је кафић у коме је 1969. започела Стоунволска револуција, која се сматра почетком савременог ЛГБТ покрета. Кафић се налази у улици Кристофер (енгл. Christopher Street) број 53, у њујоршкој четврти Гринич Вилиџ (енгл. Greenwich Village). Неке параде поноса ЛГБТ+ особа у свету данас се називају Дан улице Кристофер (енгл. Christopher Street Day), по улици у којој се овај значајан догађај за ЛГБТ+ историју десио.
Јуна 1999. Стоунвол ин је уврштен у Национални регистар историјских места, због свог значаја за геј и лезбијски покрет.